# Казаковец
Казаковец (эст. Kasakowa, Kazakowitsõ) — деревня в Гдовском районе Псковской области России. Входит в состав Самолвовской волости Гдовского района.
Расположена на юго-западе района, в 3 км к юго-востоку от волостного центра Самолва.

## Население
По состоянию на 2000 год жителей в деревне не было, по переписи 2002 года постоянное население также отсутствовало.

## История
Ещё в 1782 году Аугуст Вильгельм Хуппель установил, что на восточном берегу Чудского озера (на Гдовщине) располагается 21 эстонский хутор. Самыми крупными являлись деревни Казаковец (199 эстонцев), Луг (Луукюла) (164 эстонца) и Яновы Заходы (Солна) (79 эстонцев). Сами эстонцы называли данную территорию «Малой Эстонией».
С середины XIX века началось массовое переселение эстонцев на восточный берег Чудского озера — на Гдовщину — где они обрели новую родину. В основном переселенцы направлялись в эти края из северной части Дерптского уезда. Несмотря на русификацию, эстонцы Гдовщины сохраняли в то время элементы народной культуры, самосознание и родной язык в течение длительного времени. В 1912 году смешанный хор в составе 20 человек из Казаковца под руководством школьного учителя Э. Эрница принял участие в Первом певческом празднике эстонских поселений Российского государства в Нарве. Осенью 1925 года в Казаковце была открыта школа, в которой также обучались и взрослые. В марте 1926 года 18 взрослых, научившись грамоте, успешно сдали экзамены. В тот же месяц в Казаковце на эстонском языке вышел первый номер стенгазеты, который подготовили местные эстонцы-переселенцы. К 1928 году газету «Edasi» («Эдази»), которая выходила в 1917—1937 годах на эстонском языке в Петрограде/Ленинграде, выписывали 16 эстонских семей деревни.